# 邁氏燈鱂
邁氏燈鱂，為輻鰭魚綱鯉齒目鯉齒亞目花鳉科的其中一種，分布於非洲維多利亞湖流域，體長可達4公分，棲息在湖泊周邊的沼澤、溝渠及稻田，屬肉食性，生活習性不明。

## 擴展閱讀
維基物種上的相關：邁氏燈鱂